# 大阪市立玉出小学校
大阪市立玉出小学校（おおさかしりつ たまでしょうがっこう）は、大阪府大阪市西成区にある公立小学校。
西成区の南部、玉出地域に立地する。明治時代初期の学制発布に伴い、当時の西成郡勝間（こつま）村（現在の大阪市西成区玉出・岸里・千本地域）に1873年に創立した。

## 沿革

### 略史
1872年の学制発布により、近代的な学校制度の礎が築かれた。これに伴い、1873年2月15日、勝間村に第三中学区第六大区第三番小学校（勝間小学校）が開校した。当時の西成郡で最初に設置された小学校だとされている。
開校当初は、勝間村の長源寺に仮校舎を設置した。なお長源寺はのちに別の場所に移転し、当時の長源寺の場所・学校のあった場所は現在の玉出西公園付近にあたる。
明治時代初期から中期には学校制度が頻繁に変遷した。このことに伴い玉出小学校も改編を繰り返している。第三番小学校（勝間小学校）を経て、1881年には大江小学校と称した。
1887年には勝間村と津守新田（現在の西成区北津守・津守・南津守）が村行政を合同でおこなうことになったことに伴い、同年に津守小学校を合併し、津守校を分校扱いとした。このことに伴い、玉出の「玉」と津守の「津」を取って、玉津尋常小学校へと改称した。津守小学校は2年後の1889年に再独立したが、再独立後もしばらく玉津小学校を名乗っていた。
1901年には高等科を併設し、西成郡玉津尋常高等小学校と称した。1908年、西成郡玉出尋常高等小学校へと改称した。
1909年には、勝間村字中通592番地に移転した。この場所は現在の西成区玉出中1丁目10番街区・玉出公園付近にあたる。
1910年代・大正時代になると、大阪市の都市の発展に伴い、大阪市にも近い地理条件に立地する勝間村（1915年町制を施行して玉出町）も急速に住宅地化し、転入者が急増した。このことに伴う児童数増加のために、1913年には西成郡玉出第二尋常小学校（現在の岸里小学校）を分離している。さらに児童数の急増のために、1920年9月には玉出第三尋常高等小学校（現在の千本小学校）が町内に開校した。玉出第三校の開校に伴い高等科を玉出第三校へと移管したことで、玉出校は尋常科単独の小学校へと改編され、玉出尋常小学校と称するようになった。
1920年9月には西成郡玉出第一尋常小学校へと改称し、さらに1925年には大阪市への編入により大阪市玉出第一尋常小学校と称した。
1927年6月、大阪市西成区姫松通2丁目17番地（現在地）に移転した。
1941年には国民学校令により大阪市玉出国民学校へと改称した。大阪市では国民学校への改編の際、従来の「地域名＋設立順の番号」で命名されていた学校名についてはこれを廃止する方針が出されたことに伴い、玉出の校名が採用されている。
太平洋戦争の戦局悪化により1944年には学童集団疎開をおこなうことになった。西成区の各国民学校では大阪府南部（泉州地域）および和歌山県への疎開が割り当てられ、玉出国民学校では和歌山県有田郡湯浅町、広村（現在の広川町）、田殿村（現在の有田川町）への疎開を実施した。
1945年3月13日の大阪大空襲では、講堂を焼失する被害を受けている。
1947年には学制改革により大阪市立玉出小学校へと改称した。1965年には標準服を導入している。

### 年表
- 1873年2月15日 - 第三中学区第六大区第三番小学校として、西成郡勝間村（現在の大阪市西成区）長源寺に仮校舎を設置して創立。
- 1876年 - 校舎を新築移転。西成郡勝間小学校と称する。
- 1879年 - 西成郡大江小学校と称する。
- 1887年 - 西成郡玉津尋常小学校と改称。西成郡津守尋常小学校（のちの大阪市立津守小学校）を分校扱いとする。
- 1889年5月28日 - 津守小学校が再独立。
- 1901年 - 高等科を併設。西成郡玉津尋常高等小学校と改称。
- 1908年 - 西成郡玉出尋常高等小学校と改称。
- 1913年11月19日 - 西成郡玉出第二尋常小学校（現在の大阪市立岸里小学校）を分離。
- 1920年9月1日 - 新設の西成郡玉出第三尋常高等小学校（現在の大阪市立千本小学校）へ高等科を移管。
- 1920年9月13日 - 西成郡玉出第一尋常小学校へ改称。
- 1925年4月1日 - 大阪市への編入に伴い、大阪市玉出第一尋常小学校に改称。
- 1927年6月 - 現在地に移転。
- 1934年9月21日 - 室戸台風で被災し、校舎が倒壊。
- 1941年4月1日 - 国民学校令により、大阪市玉出国民学校に改称。
- 1944年9月 - 学童集団疎開を実施。
- 1945年3月13日 - 大阪大空襲により講堂を焼失。
- 1947年4月1日 - 学制改革により、大阪市立玉出小学校に改称。
- 1950年9月3日 - ジェーン台風で校舎被災。
- 1965年6月22日 - 標準服の採用を決定。同年10月の冬服より導入。
- 1972年4月1日 - 養護学級を設置。

## 通学区域
- 大阪市西成区 玉出東1丁目（一部は大阪市立岸里小学校との調整区域）・玉出東2丁目の全域、玉出中1丁目（一部を除く）・玉出中2丁目の全域、玉出西1丁目（一部を除く）・玉出西2丁目の全域。

卒業生は大阪市立玉出中学校に進学する。

## 交通
- Osaka Metro四つ橋線 玉出駅 北東へ約200m。
- 南海本線 岸里玉出駅 玉出口から南西へ約500m。